# Bremsbøl Sø
Bremsbøl Sø er et naturreservat i Tøndermarsken. Søen, der er 16 ha stor, blev dannet i 2012 som et fælles dansk-tysk klimatilpasningsprojekt med økonomisk støtte fra EU's InterReg-midler. Der skulle skaffes mere plads til vandmængderne, når der som følge af rigelige mængder nedbør er en stor afstrømning i Sønderåen. Så det nordlige ådige blev fjernet, og i stedet blev det nye dige på søens nordside bygget. Så blev der plads til vandet og en nye sø dannet. Fugleværnsfonden overtog Bremsbøl Sø i 2013.
Mange vandfugle fandt hurtigt vej til søen. Bare i løbet af det første år, blev der set flere end 100 forskellige fuglearter i og ved Bremsbøl Sø. Marsklandet nær den dansktyske grænse huser desuden Danmarks tætteste ynglebestand af sydlig blåhalse. 
Fugleværnsfondens naturreservat rummer i dag den nyskabte sø, afgræssede enge og en kunstig yngleø. Fugleværnsfonden har desuden opført et fugleskjul, hvorfra man kan opleve søens fugleliv på tæt hold.